# Компенсационный аккредитив
Компенсационный аккредитив имеет много общего с переводным аккредитивом, но у него есть и существенные отличия. Суть компенсационного аккредитива заключается в том, что выставляются два независимых один от другого аккредитива:
1. первый аккредитив выставляется покупателем в пользу посредника и по условиям этого аккредитива посредник является бенефициаром;
2. второй аккредитив выставляется от имени посредника и по его условиям бенефициаром является поставщик.

Первый аккредитив, выставленный от имени покупателя в пользу посредника, принимается в качестве обеспечения по второму аккредитиву, который банк посредника выставляет в пользу поставщика, чтобы доход по первому аккредитиву служил обеспечением по платежам второго аккредитива.